# Minong (Wisconsin)
Minong es una villa ubicada en el condado de Washburn en el estado estadounidense de Wisconsin. En el Censo de 2010 tenía una población de 527 habitantes y una densidad poblacional de 136,2 personas por km².

## Geografía
Minong se encuentra ubicada en las coordenadas 46°5′51″N 91°49′35″O / 46.09750, -91.82639. Según la Oficina del Censo de los Estados Unidos, Minong tiene una superficie total de 3.87 km², de la cual 3.85 km² corresponden a tierra firme y (0.6%) 0.02 km² es agua.

## Demografía
Según el censo de 2010, había 527 personas residiendo en Minong. La densidad de población era de 136,2 hab./km². De los 527 habitantes, Minong estaba compuesto por el 92.98% blancos, el 0.38% eran afroamericanos, el 0.38% eran amerindios, el 0.19% eran asiáticos, el 4.55% eran de otras razas y el 1.52% pertenecían a dos o más razas. Del total de la población el 6.07% eran hispanos o latinos de cualquier raza.